# Provincia di Rennell e Bellona
Rennell e Bellona è una delle nove province delle Isole Salomone.
La provincia è costituita dalle due isole di Rennell e Bellona che complessivamente hanno una superficie di 671 km² e 3.377 abitanti (Censimento 1999). Bellona si trova a nord-ovest di Rennell che è di gran lunga l'isola più grande (circa 660 km²).